# GJ 3021
Désignations
GJ 3021 (ou Gliese 3021), également désignée HD 1237, est une étoile binaire située à ∼ 57,3 a.l. (∼ 17,6 pc) de la Terre dans la constellation de l'Hydre mâle.

## Composants stellaires
L'étoile principale, désignée GJ 3021 A, est une naine jaune de type spectral G8V. Elle est plus riche en fer que le Soleil et elle tourne autour de son axe plus rapidement que le Soleil. L'autre étoile est une naine rouge de type spectral M4V. Les deux étoiles sont séparées de 3,8″, ce qui correspond à une séparation physique projetée de 68 ua.

## Système planétaire
Une exoplanète, GJ 3021 b, a été découverte le 25 janvier 2000.
| Planète   | Masse     | Demi-grand axe (ua) | Période orbitale (jours) | Excentricité  | Inclinaison | Rayon |
| --------- | --------- | ------------------- | ------------------------ | ------------- | ----------- | ----- |
| GJ 3021 b | > 3,37 MJ | 0,49                | 133,71 ± 0,20            | 0,511 ± 0,017 |             |       |